# Acanthurus triostegus
Acanthurus triostegus là một loài cá biển thuộc chi Acanthurus trong họ Cá đuôi gai. Loài cá này được mô tả lần đầu tiên vào năm 1758.

## Từ nguyên
Từ định danh của loài cá này, triostegus, trong tiếng Latinh có nghĩa là "ba lớp màng", ám chỉ những lớp màng ở tia xương mang.

## Phạm vi phân bố và môi trường sống
A. triostegus có phạm vi phân bố rộng khắp vùng biển Ấn Độ Dương - Thái Bình Dương, và trải dài đến tận Đông Thái Bình Dương. Loài cá này được ghi nhận từ vùng biển phía nam bán đảo Ả Rập trải dọc theo vùng bờ biển Đông Phi, bao gồm Madagascar và các đảo quốc, bãi ngầm lân cận; từ vùng biển ngoài khơi Ấn Độ, phạm vi của A. triostegus mở rộng về phía nam đến Lakshadweep, Sri Lanka, Maldives, Chagos, xa hơn nữa là đến quần đảo Cocos (Keeling) và đảo Giáng Sinh (Úc), cũng như vùng biển ngoài khơi Tây Úc và bãi cạn Rowley; ở phạm vi phía đông, A. triostegus xuất hiện rộng khắp vùng biển các nước Đông Nam Á và Papua New Guinea, trải dài đến hầu hết các đảo quốc, quần đảo thuộc châu Đại Dương; phạm vi phía bắc giới hạn đến vùng biển phía nam Nhật Bản và quần đảo Hawaii; phía nam từ rạn san hô Great Barrier trải dài đến New South Wales, bao gồm đảo Lord Howe (Úc); ở Đông Thái Bình Dương, A. triostegus được quan sát ở phía nam bán đảo Baja California và bờ tây Mexico, và từ El Salvador đến Ecuador, bao gồm tất cả các hòn đảo ngoài khơi.
A. triostegus sống gần các rạn san hô mọc trên nền đáy cứng (đá dăm, vụn san hô...) ở độ sâu lên đến 90 m; cá con được quan sát trong các hồ thủy triều hoặc vùng biển gần bờ.

## Mô tả

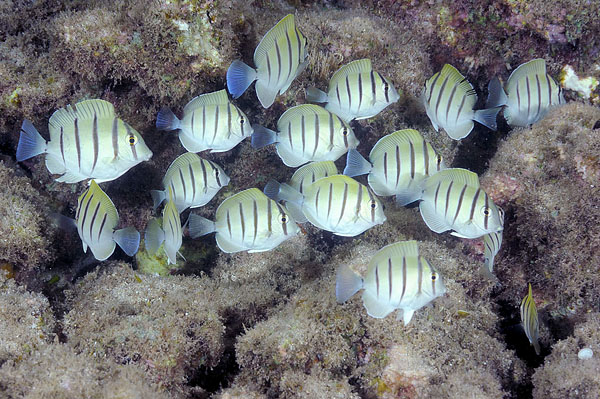
Một nhóm A. triostegus trên rạn san hô

Chiều dài cơ thể tối đa được ghi nhận ở A. triostegus là 27 cm, nhưng thường được quan sát với chiều dài phổ biến là 17 cm. Loài cá này có một mảnh xương nhọn chĩa ra ở mỗi bên cuống đuôi, tạo thành ngạnh sắc.
Cơ thể hình bầu dục thuôn dài, có màu lục xám nhạt với 6 dải sọc dọc màu đen từ đầu đến cuống đuôi (dải trên đầu băng qua mắt, dải cuối cùng trên cuống đuôi thường không nối liền). Vùng bụng và thân dưới sáng màu hơn so với toàn bộ cơ thể. Vây đuôi cụt.
Số gai ở vây lưng: 9; Số tia vây ở vây lưng: 25 - 27; Số gai ở vây hậu môn: 3; Số tia vây ở vây hậu môn: 23 - 25; Số tia vây ở vây ngực: 16 - 17; Số gai ở vây bụng: 1; Số tia vây ở vây bụng: 5.

### Thay đổi màu sắc
Ở cá con, A. triostegus có thể chuyển cơ thể sang màu đen với sọc trắng, thay vì là thân trắng sọc đen như ở cá trưởng thành, đã được quan sát và ghi nhận ở ngoài khơi đảo Moorea.
Mẫu màu sắc thân đen sọc trắng như vậy có liên quan đến hành vi hung hăng ở cá con. Điều này được kiểm chứng qua việc chúng dựng thẳng vây lưng lên, là hành động thể hiện sự hung hăng ở loài này (kể cả những loài cá đuôi gai khác), và việc xua đuổi những đồng loại.

## Sinh thái

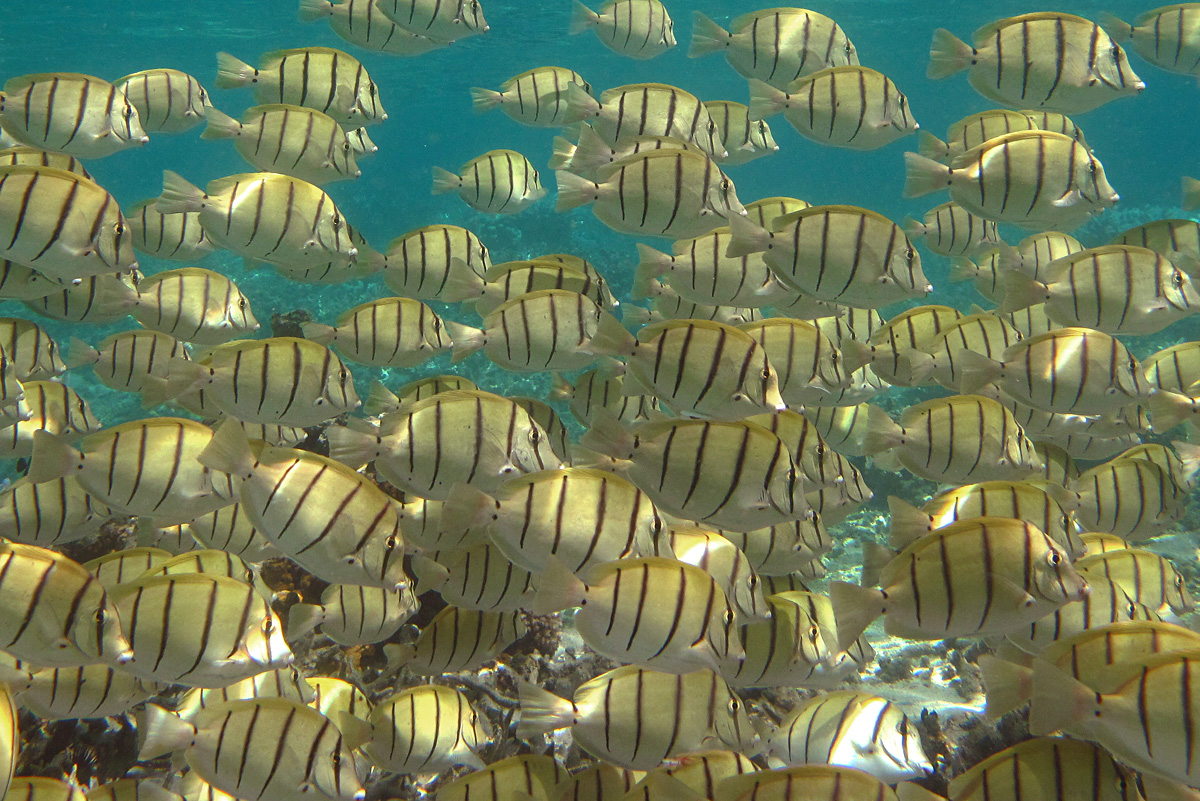
Một đàn A. triostegus ngoài khơi Réunion

A. triostegus trưởng thành thường hợp thành đàn rất lớn, kiếm ăn gần các dòng nước ngọt, nơi một số loài tảo phát triển tốt. Chúng cũng có thể tách những nhóm nhỏ hơn, thậm chí là sống đơn lẻ. Cá trưởng thành lẫn cá con là một loài có tính lãnh thổ.
A. triostegus được ghi nhận là đã tạo ra cá thể lai với loài họ hàng Acanthurus polyzona ở ngoài khơi Mauritius.

### Sinh sản
A. triostegus sinh sản theo chu kỳ âm lịch, diễn ra vào lúc chiều tối, cũng thành từng đàn. Thời gian sinh sản đỉnh điểm xảy ra vào khoảng thời gian từ 12 ngày trước đến 2 ngày sau khi trăng tròn.
Trứng hình cầu, đường kính trung bình khoảng 0,68 mm. Trứng nở trong khoảng 26 giờ, cá hậu ấu trùng bắt đầu tự kiếm ăn sau khoảng 5 ngày rưỡi. Cá hậu ấu trùng <2,5 cm có dạng hình cầu, không vảy và trong suốt, ngoại trừ phần bụng và phần đầu ánh màu bạc. Cá hậu ấu trùng bước sang giai đoạn cá con khoảng 4-5 ngày sau đó, phát triển với tốc độ khoảng 12 mm mỗi tháng. Khi đạt đến chiều dài 100 đến 120 mm, tốc độ tăng trưởng chậm lại khoảng 1 mm mỗi tháng.
Trong suốt quá trình sinh sản, những dải sọc đen trên cơ thể cá đực trở nên sẫm màu và dày hơn; ngoại trừ vây ngực, các vây còn lại của chúng cũng trở nên sẫm đen hơn. Khi lãnh thổ bị xâm phạm, các sọc đen trên cơ thể A. triostegus (ở cả cá đực lẫn cá cái) lại trở nên rất nhạt, trong khi khoảng màu giữa các sọc này sẽ sẫm màu hơn đôi chút so với thông thường.

## Đánh bắt
A. triostegus được xem là một loại cá thực phẩm quan trọng ở một số nơi trong phạm vi của chúng. Loài này cũng được đánh bắt cho việc buôn bán cá cảnh, với giá bán trực tuyến dao động từ gần 23 đến 50 USD cho một con.

### Trích dẫn
- Robertson, D. R. (1983). "On the spawning behavior and spawning cycles of eight surgeonfishes (Acanthuridae) from the Indo-Pacific" (PDF). Environmental Biology of Fishes. Quyển 9 số 3/4. tr. 193–223.
- Marc Besson và đồng nghiệp (2017). "Complete and rapid reversal of the body color pattern in juveniles of the convict surgeonfish Acanthurus triostegus at Moorea Island (French Polynesia)". Coral Reefs. Quyển 37 số 1. tr. 31–35. doi:10.1007/s00338-017-1631-4.